# Panasonic Lumix GH5
La Lumix GH5, o DC-GH5, è una fotocamera mirrorless Lumix formato quattro terzi annunciata da Panasonic il 4 gennaio 2017.

## Caratteristiche
Con questo modello Panasonic introduce un nuovo sensore da 20,3 Mpixel che sostituisce il sensore Live MOS MQT a 16 Mpixel che ha equipaggiato i modelli precedenti.
È stato migliorato lo stabilizzatore interno a 5 assi, che va ad aggiungersi a quello integrato nelle ottiche, riuscendo a garantire un vantaggio (standard CIPA) di 5 stop. Il corpo macchina è costruito per resistere a polvere ed intemperie (tropicalizzazione), la connettività è garantita dalla presenza contemporanea di wi-fi e Bluetooth. È presente inoltre il doppio slot per SD card.
È la prima fotocamera mirrorless in grado di riprendere video in risoluzione 4K a 60 fps. È in grado di catturare video 4K e Full HD senza limiti di tempo.

## Accessori
- Flash esterno DMW-FL580LE
- Luce LED riprese video VW-LED1E-K
- Obiettivo grandangolare 7-14mm f/4 H-F007014
- Microfono stereo esterno DMW-MS2